# Johanneskirche (Gülşehir)

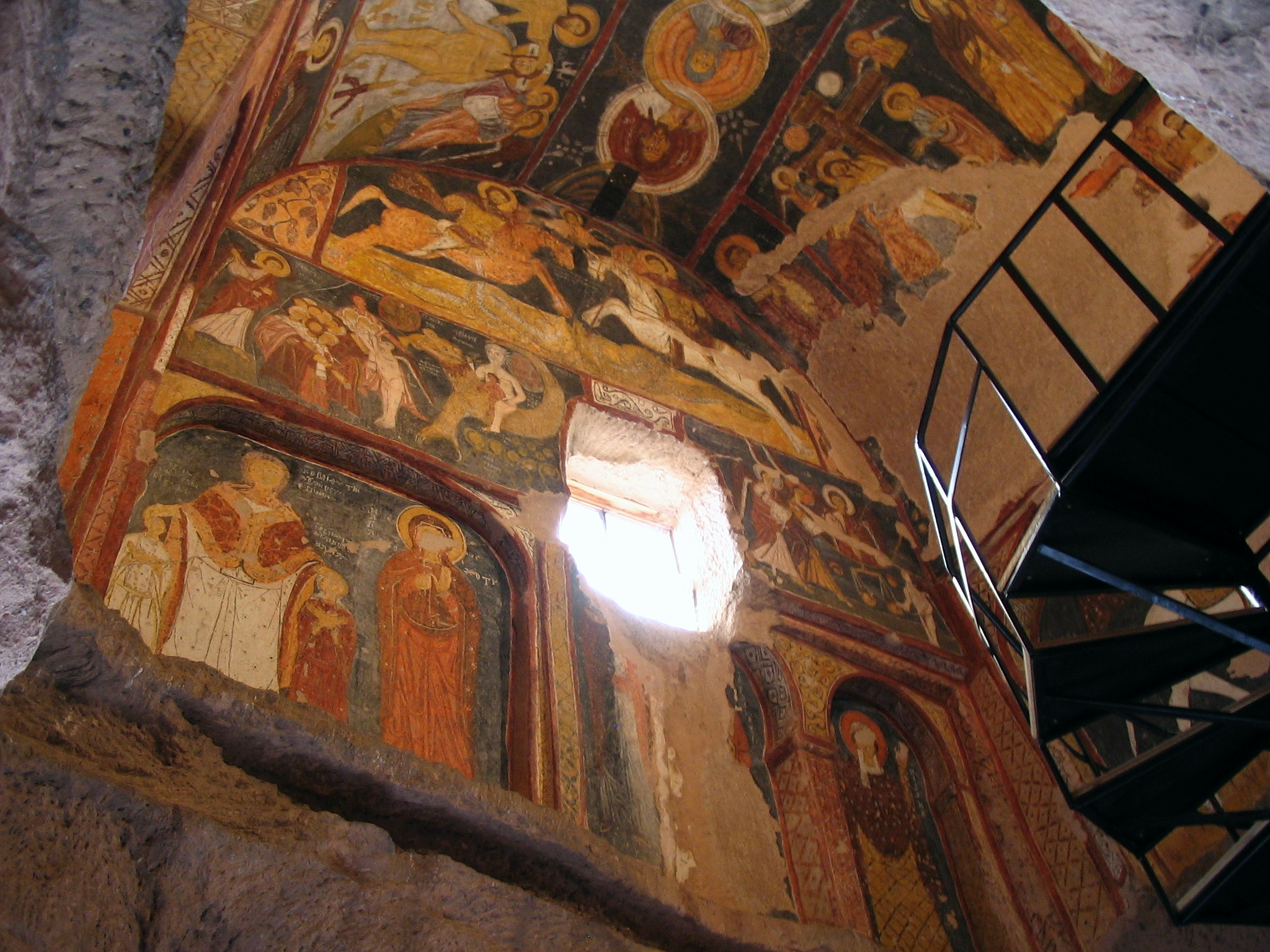
Außenwand der Oberkirche

Die Johanneskirche (auch St. Jean Kilisesi, türkisch Karşı Kilise) ist eine Höhlenkirche bei Gülşehir in Kappadokien in der türkischen Provinz Nevşehir.
Die Johanneskirche ist, wie die meisten der kappadokischen Kirchen, komplett in den Felsen gehauen. Von außen sind lediglich die Tür und ein kleines Fenster zu sehen. Sie ist eine zweigeschossige Doppelkirche. Eine kreuzförmige Kirche mit kurzen Armen, an deren Ostabschnitt sich eine Apsis anschließt, bildet das Erdgeschoss. Diese untere Kirche ist mit schlichten roten, nichtfigürlichen Ornamenten geschmückt. Ihre ehemals vorhandene Kuppeldecke, die den Boden der oberen Kirche bildete, ist fast gänzlich eingestürzt.
Die Wände der Oberkirche sind vollständig mit aufwändig restaurierten Fresken bedeckt. Mit Ausnahme der Bilder in der Apsis sind alle Darstellungen erhalten. An der Decke sind Medaillons mit byzantinischen Heiligen, an der Rückwand die Heiligen Georg und Theodor im Kampf mit je einem Drachen. Weiterhin gibt es Szenen aus dem Neuen Testament wie Taufe Jesu, Abendmahl, Verrat des Judas, Kreuzabnahme und Auferstehung. Durch eine Inschrift können die Bilder der oberen Kirche auf 1212 datiert werden.
Die vordem durch Ruß und Graffiti stark zerstörten Fresken wurden ab 1995 mit großem Aufwand restauriert.

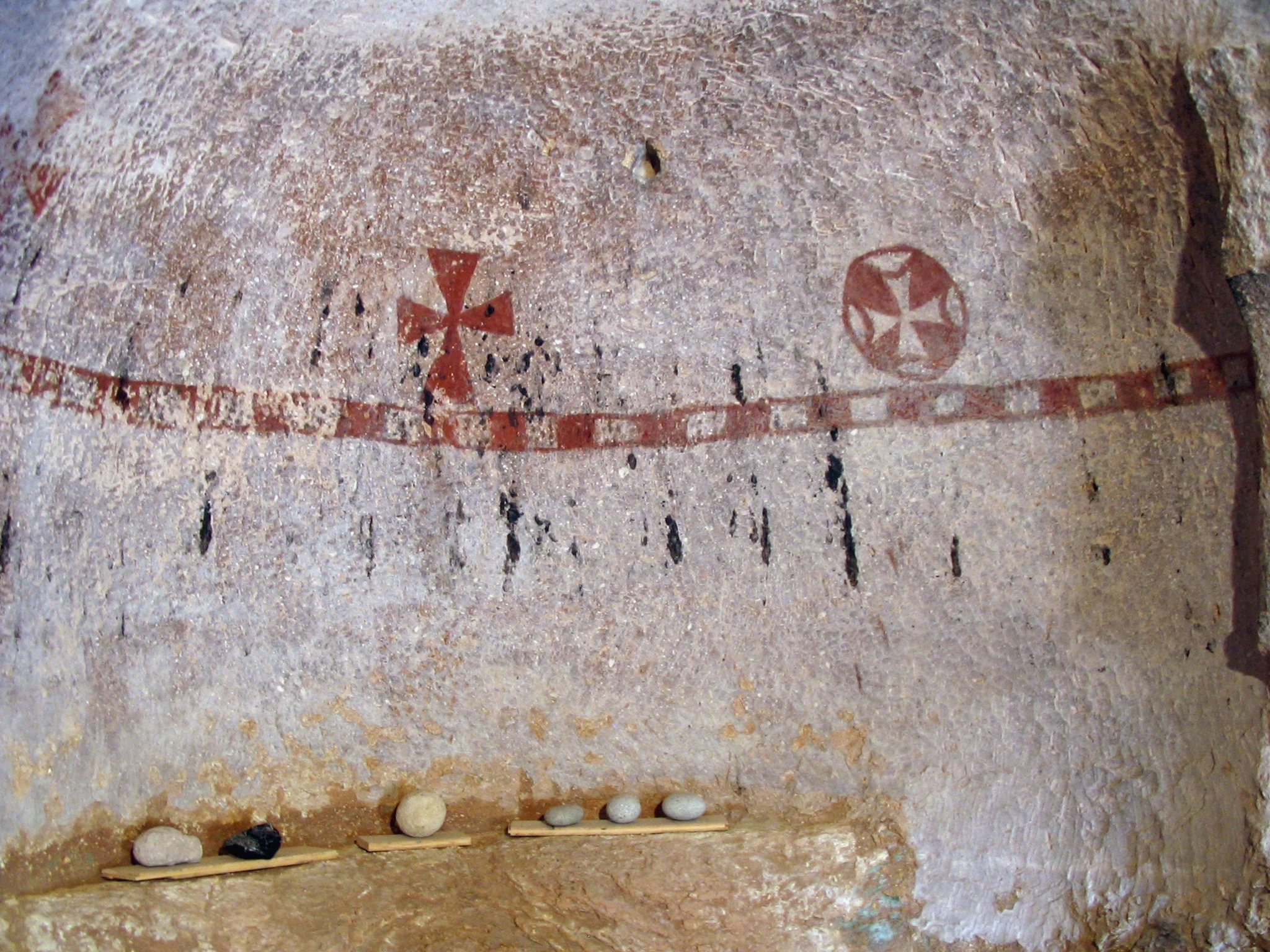
Alte Bemalung in der Unterkirche
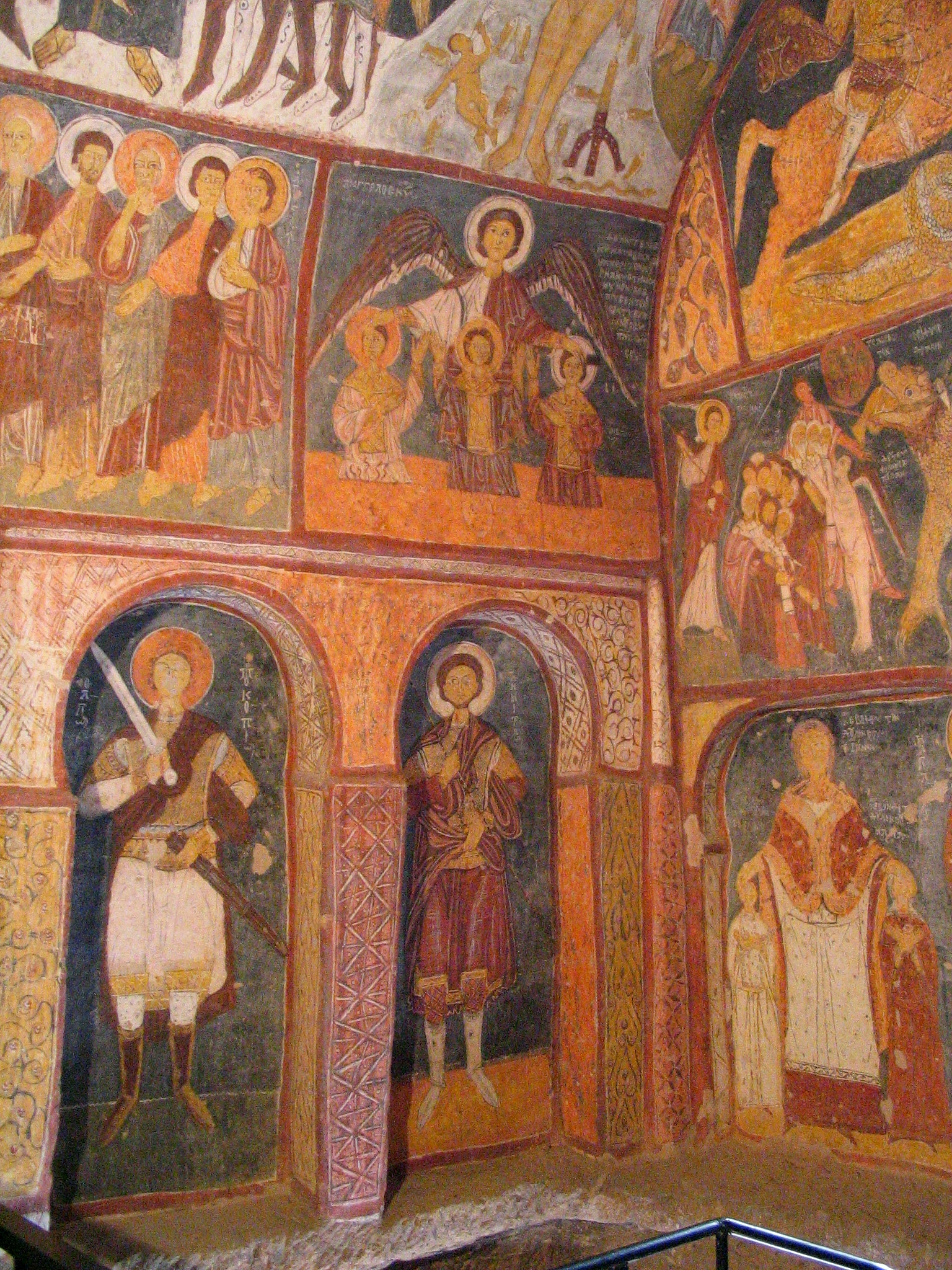
Restaurierte Fresken in der Oberkirche
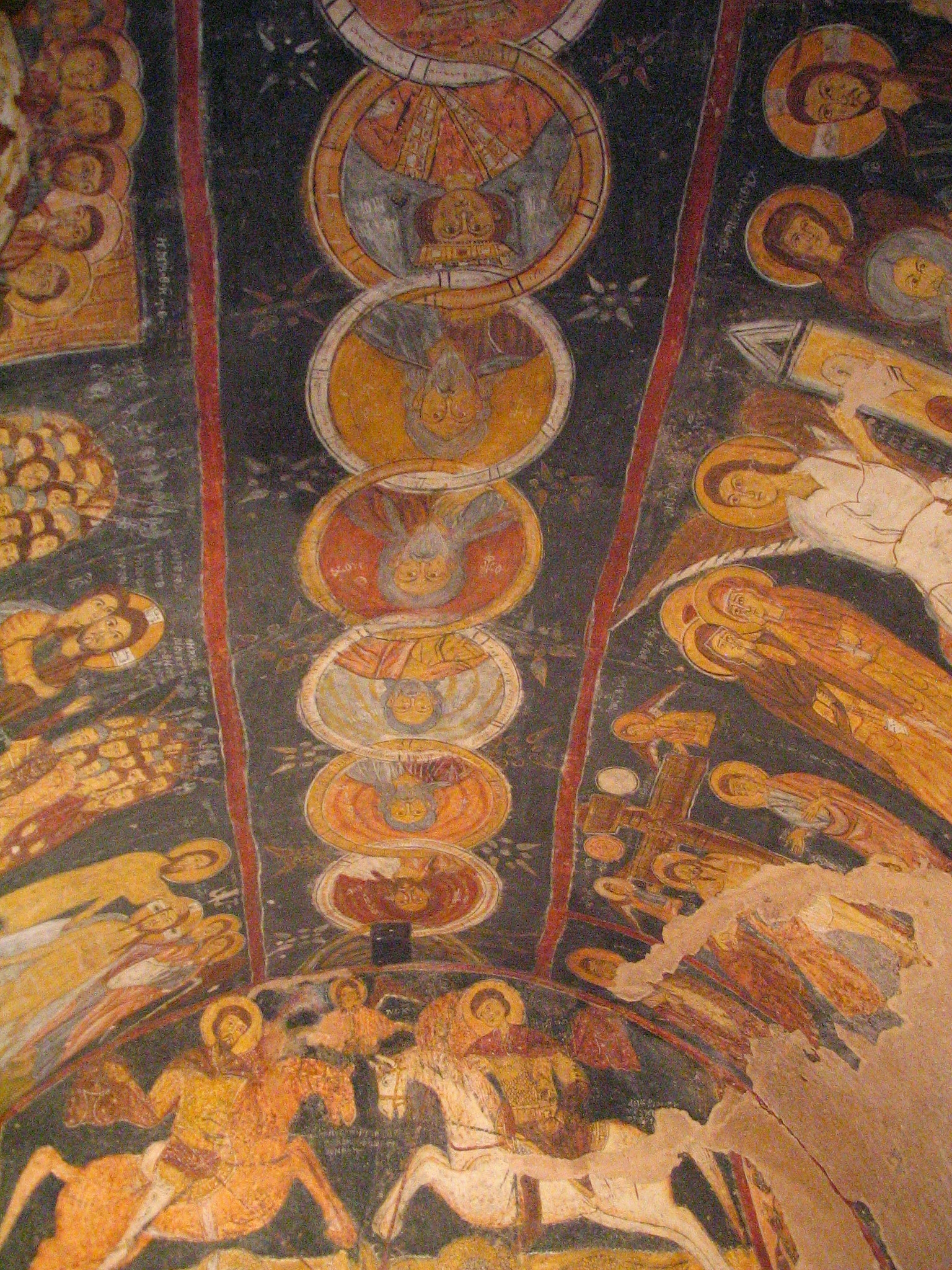
Deckenmedaillons
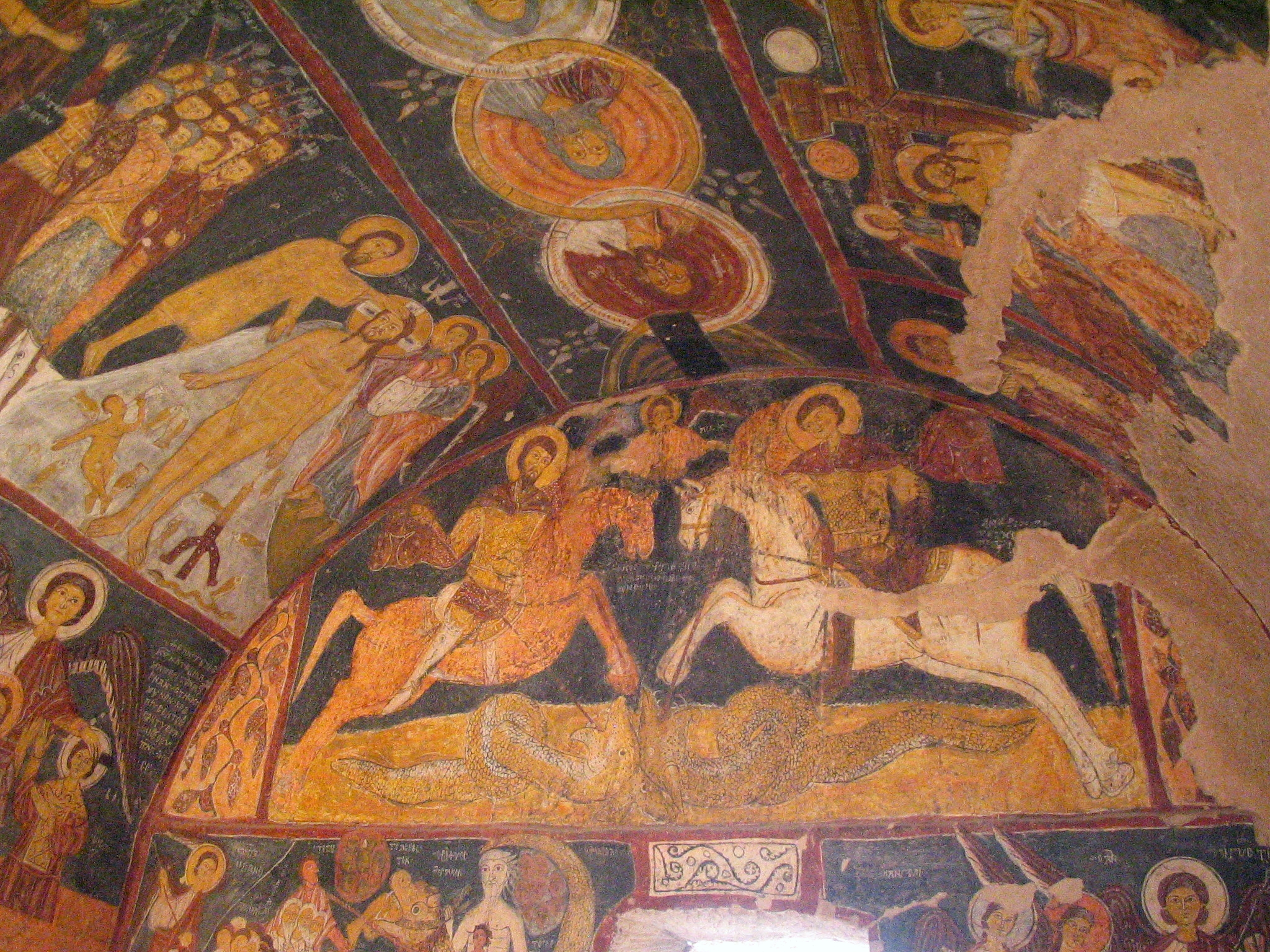
Drachenkämpfer